# Obwarzanek

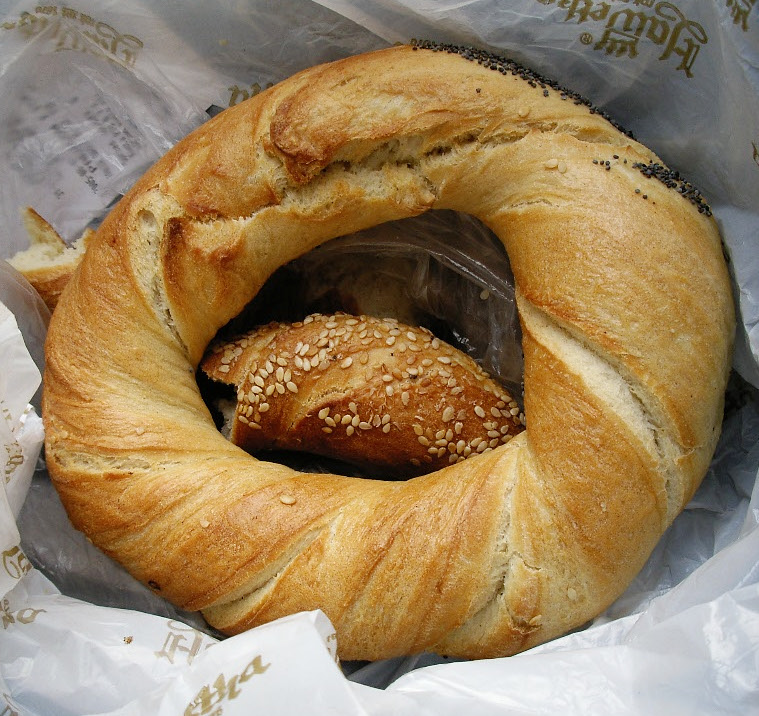
Obwarzanek.

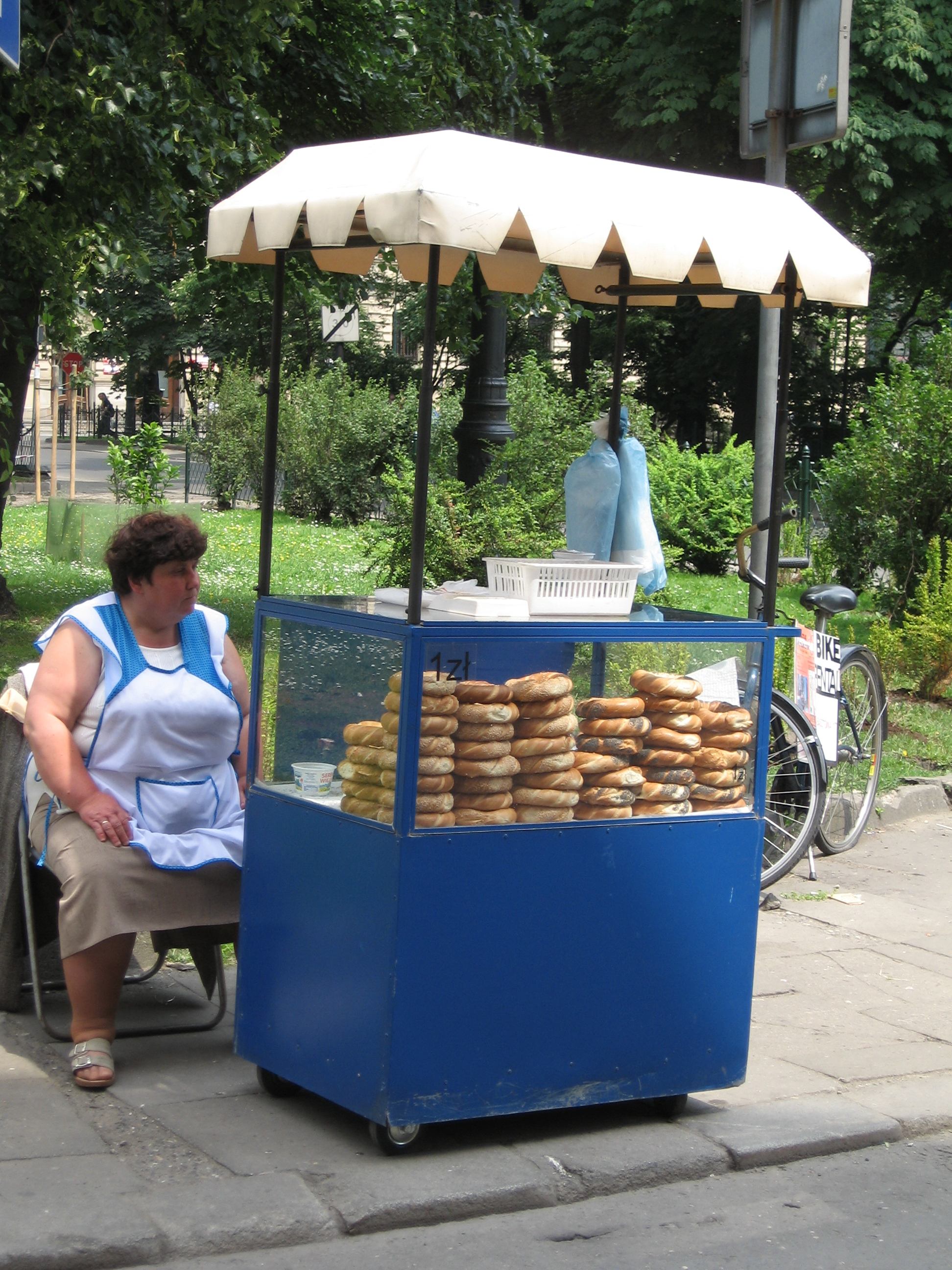
Venta ambulante de obwarzanki en Cracovia.

El obwarzanek (plural obwarzanki) es una rosquilla de pan típica de Polonia Menor (Małopolska) y en particular de la ciudad de Cracovia.
Los obwarzanki se preparan siguiendo la antigua receta tradicional, haciendo un rollo de masa que se enrosca sobre sí mismo formando un anillo. A menudo se espolvorean encima semillas de amapola o sésamo.
Los obwarzanki son vendidos por vendedores ambulantes en las calles de Cracovia desde la madrugada.